# Damernas barr i gymnastik vid olympiska sommarspelen 1976
Damernas barr i gymnastik vid olympiska sommarspelen 1976 avgjordes den 18-22 juli i Montreal Forum.

## Medaljörer
| Gren          | Guld                    | Silver                     | Brons                 |
| Damernas barr | Nadia Comăneci Rumänien | Teodora Ungureanu Rumänien | Márta Egervári Ungern |

## Resultat

### Final
| Placering | Gymnast                 | C      | O      | Kval   | Final  | Totalt |
| --------- | ----------------------- | ------ | ------ | ------ | ------ | ------ |
|           | Nadia Comăneci (ROU)    | 10,000 | 10,000 | 10,000 | 10,000 | 20,000 |
|           | Teodora Ungureanu (ROU) | 9,900  | 9,900  | 9,900  | 9,900  | 19,800 |
|           | Márta Egervári (HUN)    | 9,850  | 9,900  | 9,875  | 9,900  | 19,775 |
| 4         | Marion Kische (GDR)     | 9,900  | 9,900  | 9,900  | 9,850  | 19,750 |
| 5         | Olga Korbut (URS)       | 9,900  | 9,900  | 9,900  | 9,400  | 19,300 |
| 6         | Nellie Kim (URS)        | 9,800  | 9,850  | 9,825  | 9,400  | 19,225 |